# Danis coroneia
Danis coroneia är en fjärilsart som beskrevs av Hans Fruhstorfer 1915. Danis coroneia ingår i släktet Danis och familjen juvelvingar. Inga underarter finns listade i Catalogue of Life.